# 印章

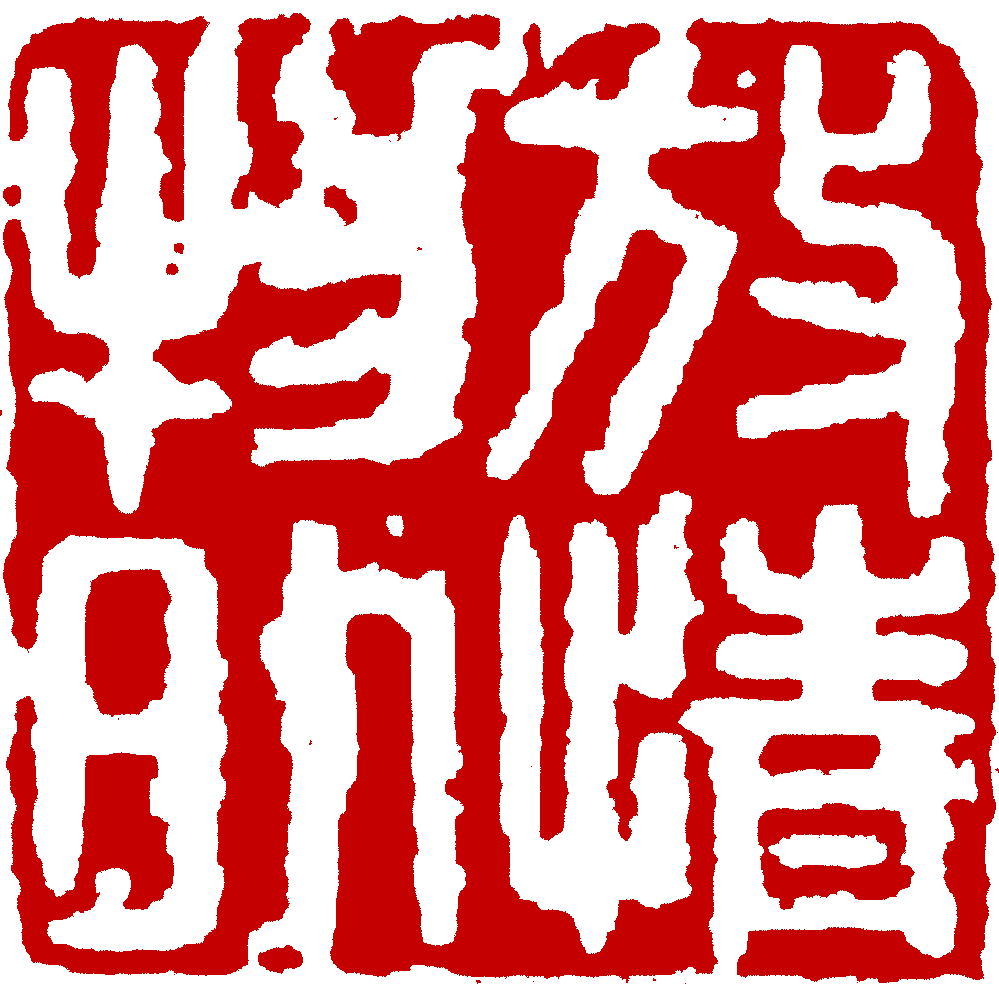
東皋心越刻放情物外印

印章是用作印於文件上表示鑑定或簽署的文具，一般印章會先沾上顏料再印上，有些是印於蠟、封泥或火漆上。不沾顏料，压印于纸张平面後會呈現凹凸的稱為钢印。印章的法律效力，各国法律有不同规定。政府、公司等各类组织使用的印章在台灣被称之为印信，在中国大陆被稱之為公章。
在一些有印章文化的地方（如中国大陆、台灣、日本、香港等），伪造具有法律效用的印信属于犯罪。个人使用的印章可称为私章。

## 東亞的印章

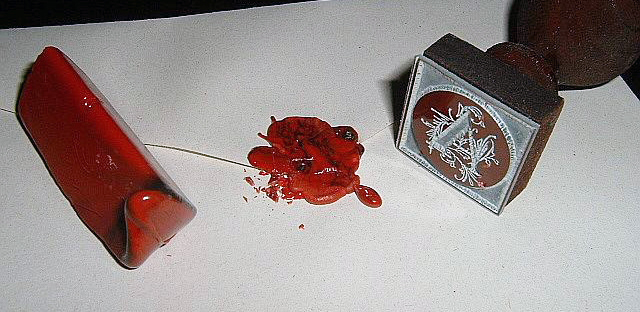
信封上的蠟印

东亚地区所使用的印章，作为中华文化的代表之一。

## 西方的印章

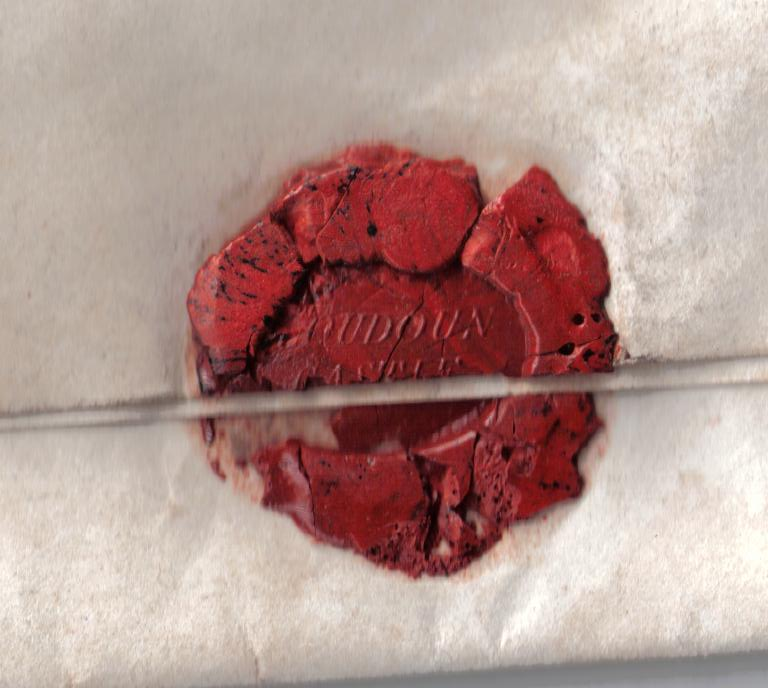
一封发自苏格兰的信件上的印章

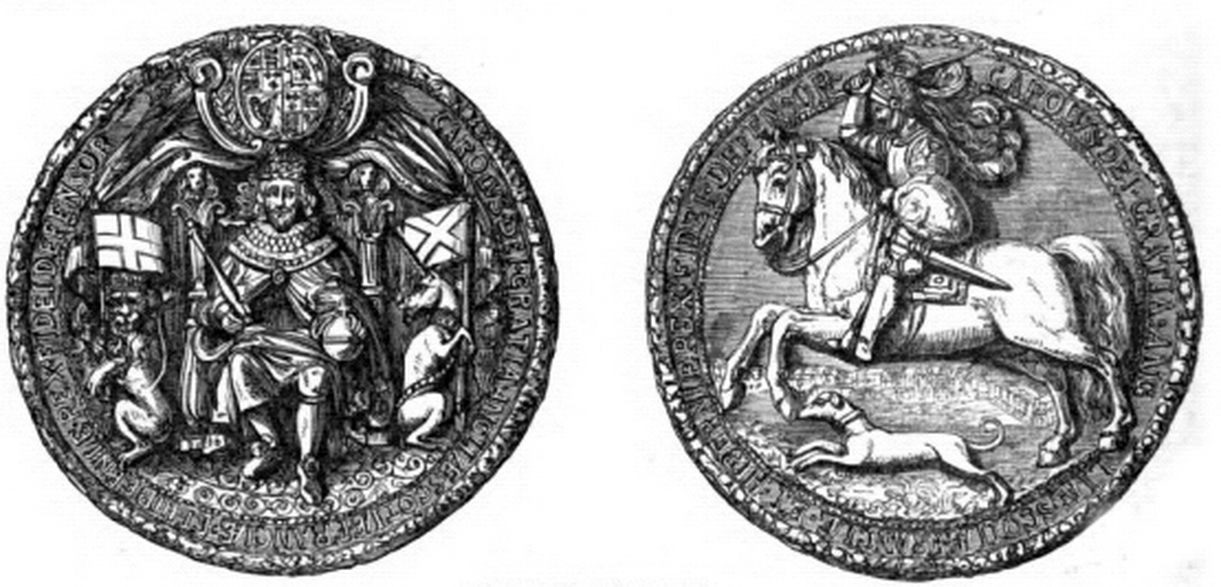
查理一世的印章

早在印刷未普及的年代，西方国家应用最广的的铜或其它金属制做的印章。十九世纪开始由于橡胶的广泛应用，一种以橡胶作文字图案印面而配以木制手柄的橡皮圖章因而面世。由于其低廉的价格，容易掌握且成本不高的倒模方法，直接将印章普及化。由十九世纪初橡胶面世直到1892年，单单在美国，生产及经销橡胶印章的店家就达到4,000家的惊人数字。
在机器印刷及家用打印机非常普及的现代，装饰性图案橡胶图章作为一种手工兴趣，依然活跃于市场中，并未受到淘汰。印章制作和应运而生的自制贺卡周边产品在各国畅销，甚至影响了亚洲各国。

## 印戒

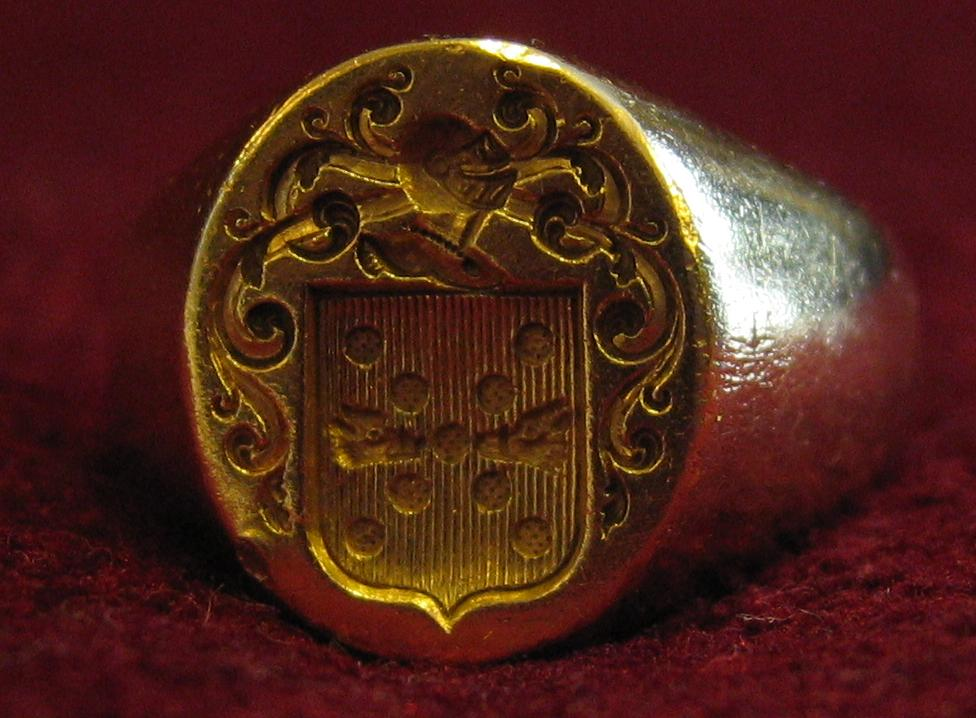
有佩带徽章资格者的印戒

印戒是用来作为印章使用的戒指。

## 备注
1. ↑  《中华人民共和国刑法》第六章妨害社会管理秩序罪.第一节扰乱公共秩序罪.第二百八十条伪造、变造、买卖或者盗窃、抢夺、毁灭国家机关的公文、证件、印章的，处三年以下有期徒刑、拘役、管制或者剥夺政治权利；情节严重的，处三年以上十年以下有期徒刑。伪造公司、企业、事业单位、人民团体的印章的，处三年以下有期徒刑、拘役、管制或者剥夺政治权利......
2. ↑  《中華民國刑法》第 217 條偽造印章、印文或署押，足以生損害於公眾或他人者，處三年以下有期徒刑。盜用印章、印文或署押，足以生損害於公眾或他人者，亦同。[1]
3. ↑  《刑事罪行條例》（香港法例第200章）第76條
製造或管有用作製造虛假文書的設備的罪行
(1)任何人知道任何機器、器具、紙張或其他物料有特別設計或改裝或曾作特別設計或改裝以用作製造任何文書，而製造、保管或控制該機器、器具、紙張或其他物料，意圖由其本人或他人製造虛假文書以藉使用該虛假文書而誘使另一人接受該文書為真文書，並因接受該文書為真文書而作出或不作某些作為，以致對該另一人或其他人不利，則該名首述的人即屬犯罪，一經循公訴程序定罪，可處監禁14年。
(2)任何人知道任何機器、器具、紙張或其他物料有特別設計或改裝或曾作特別設計或改裝以用作製造任何虛假文書，而在無合法權限或辯解下製造、保管或控制該機器、器具、紙張或其他物料，即屬犯罪，一經循公訴程序定罪，可處監禁3年。
Cap. 200 Crimes Ordinance 76.The offence of making or possessing equipment for making a false instrument
(1)A person who makes or has in his custody or under his control a machine or implement, or any paper or other material, which to his knowledge is or has been specially designed or adapted for the making of any instrument, with the intention that he or another shall make a false instrument and that he or another shall use that false instrument to induce somebody to accept it as genuine, and by reason of so accepting it to do or not to do some act to his own or any other person’s prejudice, commits an offence and is liable on conviction on indictment to imprisonment for 14 years.
(2)A person who, without lawful authority or excuse, makes or has in his custody or under his control a machine or implement, or any paper or other material, which to his knowledge is or has been specially designed or adapted for the making of any false instrument, commits an offence and is liable on conviction on indictment to imprisonment for 3 years.[2]

## 外部連結
- UK National Archives on seals （页面存档备份，存于）